# Religión en Uganda
La religión en Uganda es predominantemente cristiana, con una significante minoría musulmana (cerca del 12%). En el norte y oeste del Nilo son dominados por los católicos, y en el Distrito de Iganga y en el este del país, tienen el mayor porcentaje de musulmanes. La libertad de religión está garantizada por la Constitución de Uganda, pero se espera que las religiones sean registradas en el gobierno y algunas religiones consideradas cultos son restringidas por el gobierno. La Iglesia Católica, la Iglesia de Uganda, la Iglesia Ortodoxa, y el Consejo Musulmán Supremo de Uganda (UMSC por sus siglas en inglés), están registradas bajo la Ley de Patronato de Incorporación, y muchos otros grupos religiosos se registran cada año como organismos no gubernamentales.
El Viernes Santo, Lunes de Pascua, Eid al-Fitr, Eid al-Adha, y la Navidad son reconocidos como días festivos nacionales.
El censo nacional de octubre de 2002 es la información más clara y detallada conseguida hasta hoy de la composición religiosa de Uganda.

## Historia

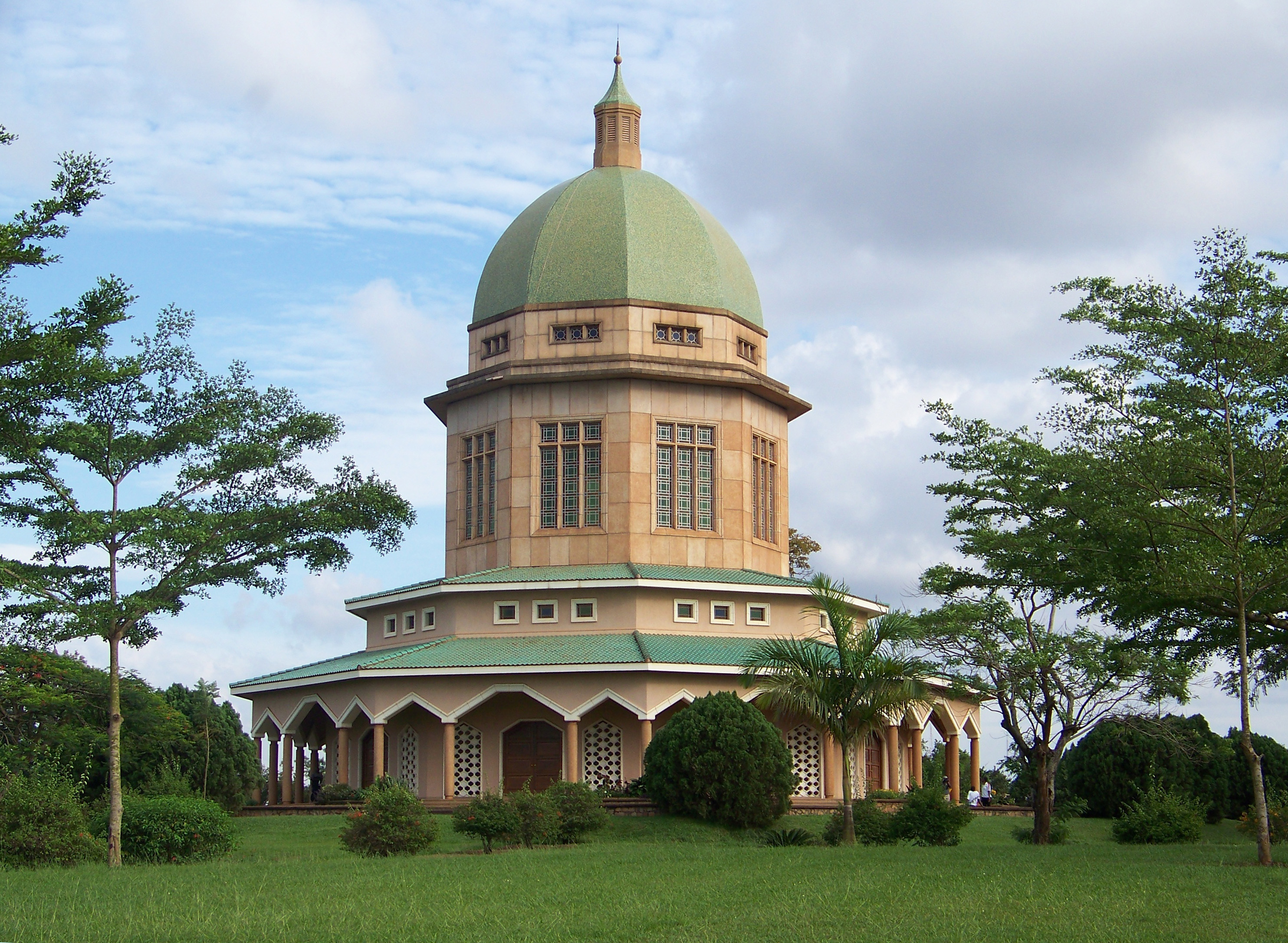
Baha'i House of Worship
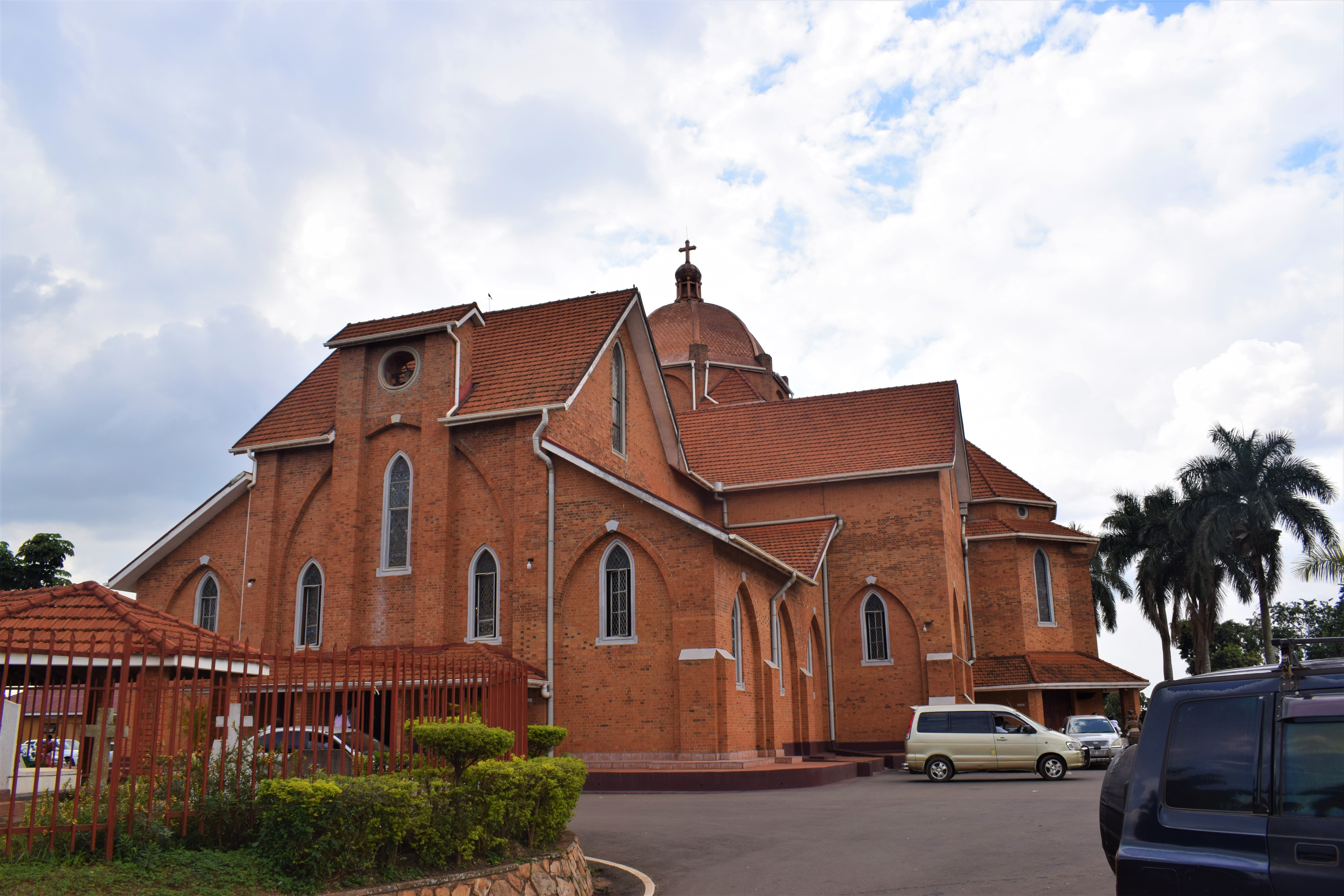
St. Paul's Anglican Cathedral
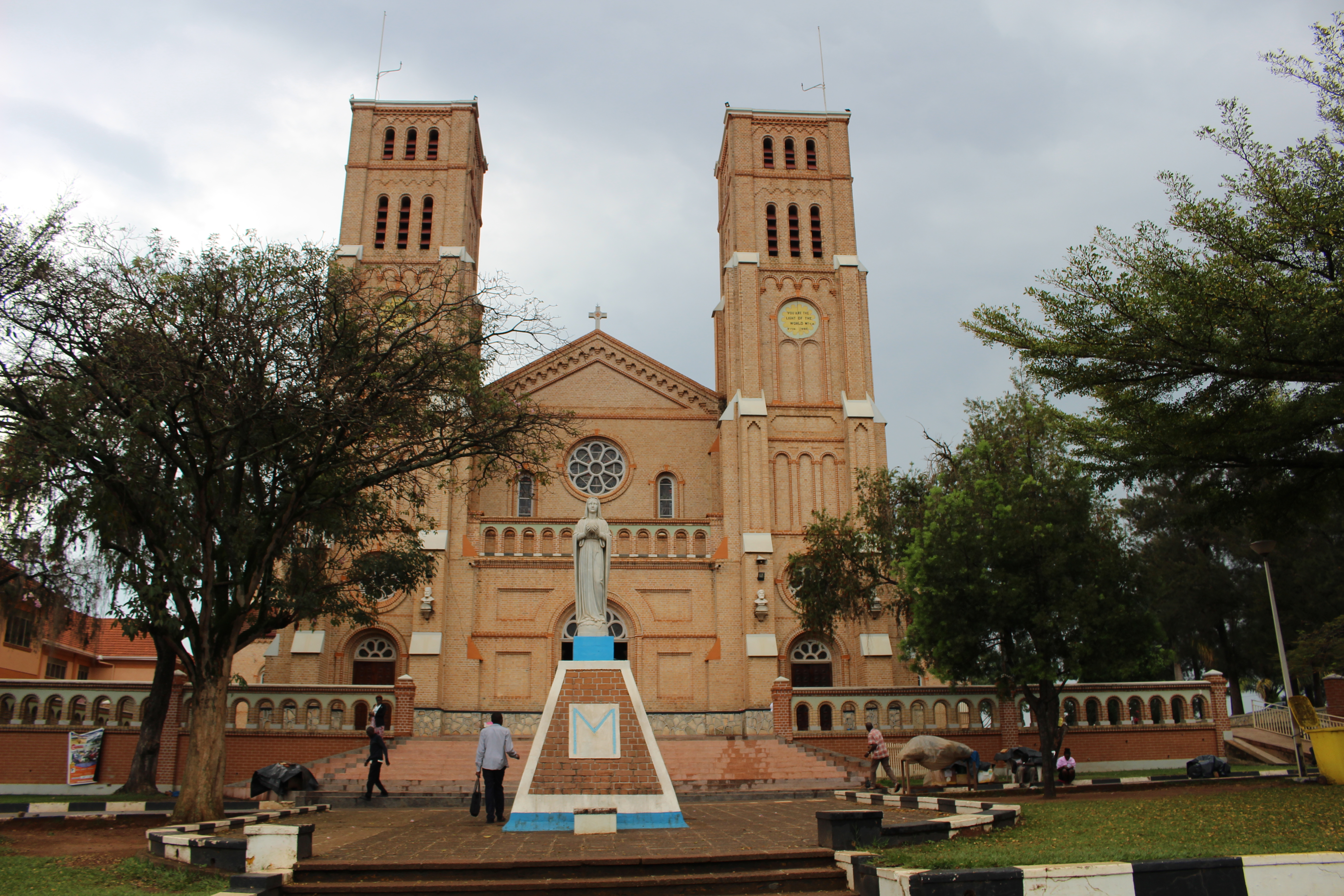
Catedral de Santa María (Kampala) (Iglesia católica)
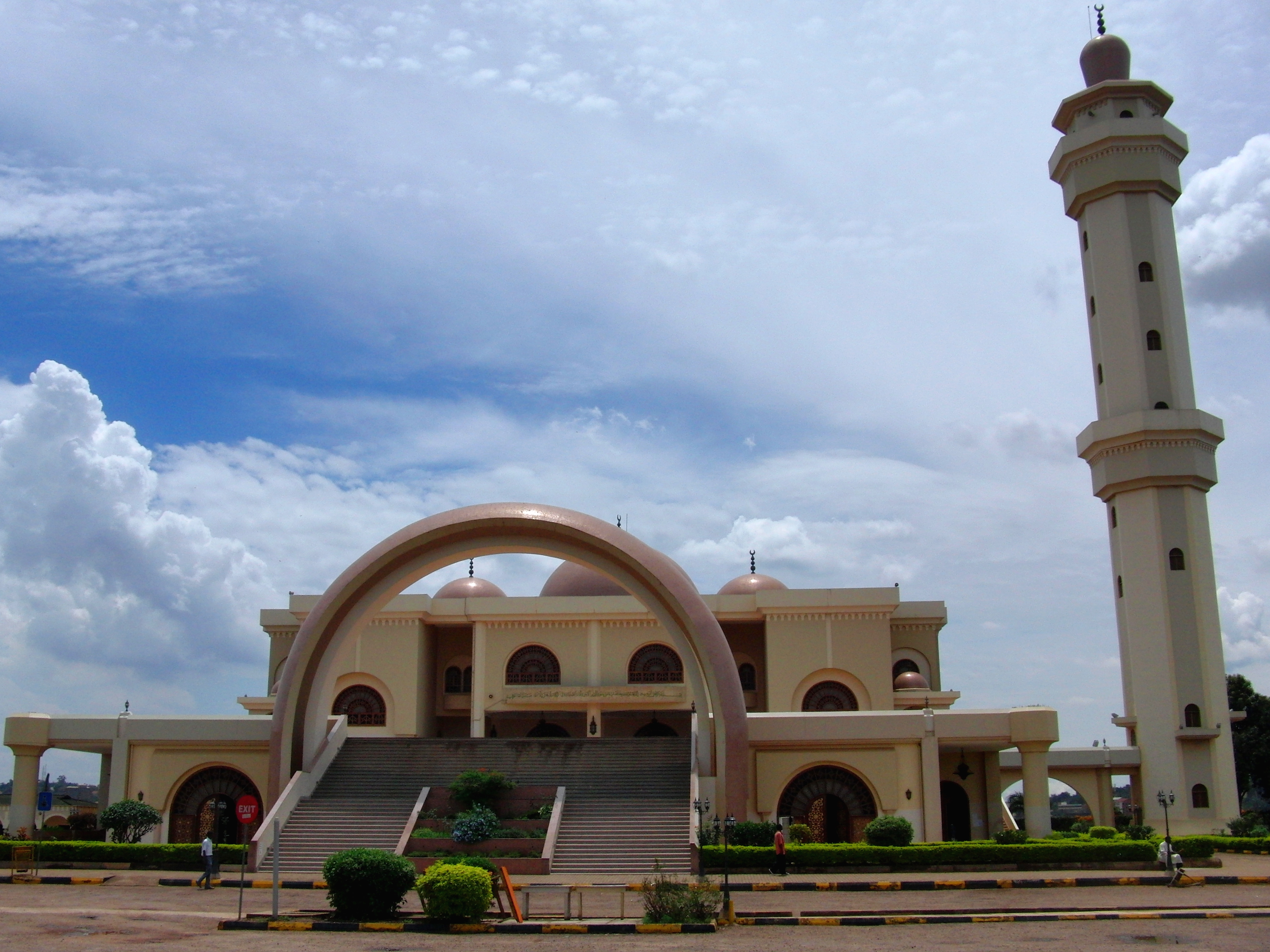
Uganda National Mosque (Islam)

Desde el periodo colonial, la religión cristiana ha tenido un enorme impacto en la sociedad ugandesa, más del 80% de la población es cristiana, la mayor parte son católicos (Iglesia católica) y anglicanos Church of Uganda (Comunión anglicana), pero con un rápido crecimiento de número de iglesias pentecostales.